# Starokalendarzowcy
Starokalendarzowcy (gr. Παλαιοημερολογίτες, Paleoimerologites) – grupy prawosławnych, które wyodrębniły się głównie z Greckiego Kościoła Prawosławnego oraz Patriarchatu Konstantynopola, sprzeciwiające się reformom kalendarza liturgicznego, polegającym na zaadaptowaniu poprawionego kalendarza gregoriańskiego (określanego jako kalendarz neojuliański) w miejsce dotychczasowego juliańskiego. Grupy te pozostają w schizmie z głównymi („kanonicznymi”) kościołami światowego prawosławia.

## Historia
Do XX wieku jako prawosławny kalendarz liturgiczny służył kalendarz juliański. W oparciu o niego stworzono tablicę z datami świętowania kolejnych Wielkanocy w Kościele (paschalia), wybiegający w przyszłość o kilka tysięcy lat. Niedokładność kalendarza juliańskiego, w którym rok trwa równo 365,25 dni, wynosi ok. 11 minut i 15 sekund w stosunku do roku zwrotnikowego (został on wybrany jako rachuba liczenia lat ziemskich) oraz ok. 9 minut i 9 sekund roku gwiazdowego (syderycznego). Dla porównania Kalendarz gregoriański spóźnia się nieznacznie (ok. 0,5 s. w ciągu stulecia) do roku zwrotnikowego i ok. 20 minut i 24 sekund w stosunku do roku gwiazdowego (syderycznego).
Reforma kalendarza gregoriańskiego (cofnięcie się o 10 dni) spowodowała zmianę w określaniu daty Wielkanocy – postulat o świętowaniu już po zakończeniu żydowskiej Paschy był nie do utrzymania (choć pozostał drugi ważny punkt, mówiący o pierwszej niedzieli po równonocy wiosennej). Fakt ten, bardzo istotny dla wiernych na Wschodzie, do którego doszła ingerencja w ruchomy post św. ap. Piotra i Pawła (rozpoczyna się w tydzień po Pięćdziesiątnicy i trwa do 29 czerwca), która powoduje zanik tego postu raz na kilka lat, a przy tym niechęć prawosławnych do katolicyzmu i papiestwa bardzo mocno wpływały na brak akceptacji kalendarza gregoriańskiego w Kościele prawosławnym.
Po dokonanej przez papieża reformie gregoriańskiej i przyjęciu go z czasem przez rządy wszystkich krajów europejskich (łącznie z władzami krajów typowo prawosławnych) zaczęły powstawać ruchy mające na celu dokonanie podobnej reformy w prawosławiu. W 1924 Synod prawosławnego Kościoła Grecji przyjął kalendarz, w którym Wielkanoc jest obliczana według tradycyjnego juliańskiego systemu, natomiast święta stałe (np. Boże Narodzenie) są wyznaczane w dni zgodne z kalendarzem gregoriańskim. Podobne reformy wprowadził patriarchat konstantynopolitański oraz prawosławne kościoły w Rumunii i Bułgarii. We wszystkich tych krajach mniejszość nie uznała nowych zarządzeń i, co za tym idzie, autorytetu władz kościelnych. Powstały schizmatyckie hierarchie, które używają kalendarza juliańskiego (największa to Prawdziwy Prawosławny Kościół Grecji). Ruch ten również sprzeciwia się ekumenizmowi i większość prawosławnych (Rosyjski Kościół Prawosławny, Serbski Kościół Prawosławny) obawiając się schizm nie wprowadziła nowego kalendarza.
Polski Autokefaliczny Kościół Prawosławny używa zarówno kalendarza juliańskiego jak i nowojuliańskiego, popularnie zwanych odpowiednio starym i nowym stylem. 12 kwietnia 1924 Sobór Biskupów PAKP zdecydował o przyjęciu nowego stylu (tożsamego z kalendarzem gregoriańskim), co znalazło odbicie w odpowiednim rozporządzeniu ministra wyznań religijnych i oświecenia publicznego. Decyzja, która odczuwana była jako odpowiedź na naciski władzy, nie została nigdy powszechnie wprowadzona, a w Kościele prawosławnym w Polsce w praktyce współistniały dwa kalendarze. Jako że działo się to za aprobatą władz kościelnych, to nigdy nie doprowadziło to do powstania w łonie kościoła schizmy starokalendarzowej. Podział użytkowników kalendarzy przebiegał między wyznawcami prawosławia mieszkającymi w zwartych skupiskach na terenie Białostocczyzny, Lubelszczyzny i Podkarpacia (stary styl, stosowany zwłaszcza w prawie wszystkich parafiach diecezji białostocko-gdańskiej i warszawsko-bielskiej), a żyjącymi w diasporze prawosławnymi z centralnej i zachodniej części Polski (nowy styl, stosowany w parafiach diecezji lubelsko-chełmskiej, wrocławsko-szczecińskiej i łódzko-poznańskiej). 15 marca  2014 Sobór Biskupów PAKP oficjalnie odwołał decyzję z 1924 roku i przywrócił kalendarz juliański jako oficjalny kalendarz Kościoła prawosławnego w Polsce. W dalszym ciągu dopuszczono jednak stosowanie nowego stylu na poziomie konkretnych parafii.
Współcześnie jedną z najbardziej znanych grup starokalendarzowców są mnisi z monasteru Esfigmenu na św. Górze Athos, którzy popadli w konflikt z patriarchą Konstantynopola Atenagorasem I, spowodowanym jego kontaktami z papieżem Pawłem VI. Od tamtego czasu na bramie wjazdowej do monasteru widnieje czarna flaga z napisem „Prawosławie albo śmierć”.